# Poppy Montgomery
Poppy Montgomery (nascida Petal Ema Elizabeth Deveraux Donahue, Sydney, 19 de junho de 1972) é uma atriz australiana. Ela é mais bem conhecida por ter vivido a agente do FBI, Samantha "Sam" Spade, na série Without a Trace e ser a detetive Carrie Wells na série Unforgettable.

## Biografia
Poppy nasceu em New South Wales, Sydney, Austrália, filha de Nicola, uma executiva e pesquisadora de mercado e Phil Donahue, um dono de restaurante. Ela tem seis irmãs e um irmão. Poppy recebeu esse nome (que em português significa pétala de papoula) devido ao fato de sua mãe ter tirado os nomes das filhas de um livro de flores. Por isso, suas irmãs se chamam Rosie Thorn (espinho de rosa), Daisy Yellow, Lily Belle, Marigold Sun e Tara. Para completar, o seu irmão se chama Jethro Tull. Depois de um tempo, o nome "Poppy Petal" atraiu tanto escárnio de colegas de classe que ela deixou a escola aos catorze anos. Ela estudou na Ascham School em Edgecliff, New South Wales. Desde os doze anos, Poppy tinha uma obsessão com a proximidade cultural e pela ícone Marilyn Monroe. 
Aos dezesseis anos ela deixou a casa dos pais e viajou para Bali, na Indonésia, com um namorado. Aos dezoito, ela emigrou para os Estados Unidos, com seu então namorado. Eles terminaram o relacionamento e ela foi para Los Angeles, tentar realizar o sonho de ganhar a vida como atriz. Uma vez em Hollywood, sem dinheiro e com um exemplar do livro Como Triunfar em Hollywood debaixo do braço, ela adotou o sobrenome de solteiro de sua mãe, Montgomery, passando a se chamar Poppy Montgomery e conseguiu um contato com o agente de Julia Roberts, que lhe disse que ele não trabalhava com principiantes, mas a apresentou a outro agente.
A partir daí, Poppy começou a atuar em pequenos trabalhos, como na série NYPD Blue (1993) e Party of Five (1994). Em 1996, interpretou uma personagem regular na série Relativity e atuou no filme para TV, The Cold Equations. Em 1999, ela atuou no filme Simples Como Amar, no qual ela interpretou, "Caroline Tate", a irmã da protagonista.
Em 2001, Poppy consegue realizar seu sonho de infância: interpretar Marilyn Monroe. A mini-série da CBS, recebeu o título de Blonde, foi sucesso de crítica e Poppy recebeu bastante elogios pela sua atuação.
No início de 2002, ela atuou na série de TV, Glory Days, que durou pouco tempo.
Ainda em 2002, Poppy alcançou sucesso e destaque, quando foi lançada no elenco principal da série Without a Trace, onde ela interpreta a agente especial do FBI, "Samantha "Sam" Spade". O papel na série, que saiu do ar em abril de 2009, catapultou a atriz, que hoje se transformou em uma das mais conhecidas e belas atrizes dos EUA.
Poppy começou um namoro com o também ator Adam Kaufman em 2005, durante as gravações do filme independente Between. Atualmente, ela mora com ele em sua casa em Los Angeles. Em março de 2007, Poppy descobriu que estava grávida e no dia 23 de dezembro do mesmo ano ela deu à luz seu primeiro filho, Jackson Phillip Kaufman Deveraux Montgomery.

## Filmografia
| Filmes    | Filmes                              | Filmes                            | Filmes        |
| Ano       | Título                              | Papel                             | Notas         |
| --------- | ----------------------------------- | --------------------------------- | ------------- |
| 2010      | "Mentira Perfeita"                  | Nola Devlin/Belinda Apple         |               |
| 2011      | Magia Além das Palavras             | J.K. Rowling                      |               |
| 2005      | Snow Wonder                         | Paula (Para TV)                   |               |
| 2005      | Assassinato na Escadaria            | Generosa Rand (Para TV)           |               |
| 2005      | Between                             | Nadine Roberts                    |               |
| 2004      | Como Perder Uma Mulher              | Allison                           |               |
| 2004      | A História de Waylon                | Julia                             | Para TV       |
| 2001      | Blonde                              | Norma Jean Baker / Marilyn Monroe | Para TV       |
| 2000      | Men Named Milo, Women Named Greta   | Barri Noodleman                   |               |
| 1999      | This Space Between Us               | Arden Ansfield                    |               |
| 1999      | Até Que a Fuga os Separe            | Mae Rose Abernathy (mais velha)   |               |
| 1999      | Simples Como Amar                   | Caroline Tate                     |               |
| 1999      | The Wonder Cabinet                  | Dr. Sarah Coleman                 | Para TV       |
| 1998      | Morte na Universidade               | Rachel                            |               |
| 1997      | Desert's Edge                       | Mary                              | Para TV       |
| 1996      | The Cold Equations                  | Marilyn "Lee" Cross               | Para TV       |
| 1996      | Peacock Blues                       |                                   | Para TV       |
| 1995      | O Diabo Veste Azul                  | Irmã de Barbara                   |               |
| 1995      | Jake Lassiter: Justice on the Bayou | Cindy                             | Para TV       |
| 1994      | Tammy and the T-Rex                 |                                   |               |
| Televisão |                                     |                                   |               |
| Ano       | Título                              | Papel                             | Notas         |
| 2011-2016 | Unforgettable                       | Carrie Wells                      | 22 episódios  |
| 2002-2009 | Without a Trace                     | Samantha Spade                    | 160 episódios |
| 2002      | Glory Days                          | Ellie Sparks                      | 9 episódios   |
| 2001      | Going to California                 | Penelope                          | 1 episódio    |
| 2000      | The Beat                            | Elizabeth Waclawek                | 3 episódios   |
| 1996      | Relativity                          | Jennifer Lukens                   | 6 episódios   |
| 1996      | NYPD Blue                           | Lisa                              | 1 episódio    |
| 1996      | Party of Five                       | Allison                           | 1 episódio    |
| 1994      | Silk Stalkings                      | Angel                             | 2 episódios   |

## Prêmios e indicações
| Ano  | Resultado | Premiação | Indicação                                        | Título          |
| ---- | --------- | --------- | ------------------------------------------------ | --------------- |
| 2003 | Indicada  | Atriz     | Melhor Performance em Conjunto em Série de Drama | Without a Trace |